# HD 175167
HD 175167 är en ensam stjärna belägen i den mellersta delen av stjärnbilden Påfågeln. Den har en skenbar magnitud av ca 8,00 och kräver åtminstone en stark handkikare eller ett mindre teleskop för att kunna observeras. Baserat på parallaxmätning inom Hipparcosuppdraget på ca 14,0 mas, beräknas den befinna sig på ett avstånd på ca 232 ljusår (ca 71 parsek) från solen. Den rör sig bort från solen med en heliocentrisk radialhastighet på ca 4,8 km/s.

## Egenskaper
HD 175167 är en gul till vit stjärna i huvudserien av spektralklass G5 IV/V. Den har en massa som är ca 1,1 solmassor, en radie som är ca 1,8 solradier och har ca 2,8 gånger solens utstrålning av energi från dess fotosfär vid en effektiv temperatur av ca 5 000 - 6 000 K.

## Planetsystem
En exoplanet som kretsar kring HD 175167 upptäcktes 2010 av team Magellan Planet Search Program, under ledning av Pamela Arriagada.
| Planet | Massa         | Halv storaxel (AE) | Siderisk omloppstid (d) | Excentricitet | Inklination | Radie |
| ------ | ------------- | ------------------ | ----------------------- | ------------- | ----------- | ----- |
| b      | ≥7,8 ± 3,5 MJ | 2,40 ± 0,05        | 1 290 ± 22              | 0,54 ± 0,09   | -           | -     |